# Chalcolepidius dugesi
Chalcolepidius dugesi is een keversoort uit de familie kniptorren (Elateridae). De wetenschappelijke naam van de soort is voor het eerst geldig gepubliceerd in 1886 door Candèze.